# F3 Euro Series
Il F3 Euro Series è stato un campionato di Formula 3 nato nel 2003 dalla fusione tra il campionato francese e il campionato tedesco, allo scopo di creare una grande serie europea in grado di far crescere i giovani piloti. L'ultima stagione si è svolta nel 2012, vista la creazione del campionato FIA di Formula 3 europea, che dal 2013 lo ha assorbito.

## La Storia

### I primi tentativi
Un Campionato Europeo di Formula 3, organizzato dalla FIA cominciò nel 1966, come gara unica per team nazionali, chiamato Coppa delle Nazioni Europee di Formula 3. Nel 1975, con l'introduzione delle nuove vetture da 2000 cm³, la serie fu espansa in un vero campionato, terminato nel 1984 per essere sostituito dalla Coppa Europa di Formula 3.
La Coppa Europa si è disputata in gara unica, su circuiti ogni anno diversi, dal 1985 al 1990; dopo alcuni anni di sospensione, la FIA, tra il 1999 e il 2002, ha ripristinato la titolazione di Coppa Europa assegnandola alla gara del campionato francese che si disputava sul circuito di Pau.
Nel 1987, la EFDA (European Formula Drivers Association) iniziò un nuovo campionato europeo, articolato in tre eventi e chiamato F3 Euroseries, ma è stato disputato per una sola stagione.

### La serie
La serie attuale è nata nel 2003 dalla fusione tra il campionato francese di F3 con quello tedesco, voluta dalla Fédération Française du Sport Automobile (FFSA) e dalla Deutscher Motor Sport Bund (DMSB). Il campionato tedesco è stato sostituito fino al 2014 dalla Recaro Formel 3 Cup, sebbene inizialmente la DMSB abbia tentato di bloccarne la creazione. Questa nuova categoria era stata promossa dall'ADAC, tramite la F3V (Germany's Formula Three Association) e qualche team tedesco non partecipante al campionato Euro Series.
La serie, che era spesso accoppiata agli eventi del DTM, si svolgeva prevalentemente nei circuiti dell'Europa centrale (Francia, Germania e Paesi Bassi), tra cui i tracciati che hanno ospitato gare di Formula 1, come Magny-Cours e Nürburgring. Nel 2007 sono state aggiunte tappe in Gran Bretagna (Brands Hatch), Italia (Mugello) e Spagna (Montmelò).
La scarsità degli iscritti per il campionato 2010 fa temere che essa sia l'ultima edizione del campionato, che riesce a svolgersi fino al 2012, prima della chiusura e dell'accorpamento alla F3 europea.

## Regolamento tecnico
La FFSA e la DMSB hanno creato un campionato basato sul regolamento della FIA per la Formula 3 con la possibilità di schierare vetture di più costruttori, spinte da motori di produzione di base, 4 cilindri da 2.000 cc. Come nella maggior parte dei campionati di questa categoria è il costruttore emiliano Dallara ad essere il principale fornitore di telai. Inizialmente si limitò a due sole le vetture schierabili da ciascun team, ma questa regola venne poi successivamente abolita, come accade nella maggior parte dei campionati di F3.
Nel 2006 i test sono stati limitati al massimo di 10 giorni per pilota/vettura, col divieto di svolgerli sui circuiti previsti dal campionato. Di conseguenza i test si svolgono per lo più nei weekend di gara, anche se il tempo per le prove libere è stato ridotto da 90 a 60 minuti, già nel 2005.
L'uso degli pneumatici è ristretto a soli 3 set di gomme per week end di gara. Non vi sono limiti nell'uso di pneumatici da bagnato, quando il loro uso è concesso dalla direzione di corsa. I sistemi per il preriscaldamento degli pneumatici non sono ammessi.
Una sostituzione del propulsore durante un weekend di gara, quando non ammessa dalla direzione, comporta una penalità di 10 posizioni sulla griglia di partenza.

## Motori e telai

### Motoristi
Ben tre fornitori di motore furono presenti alla nascita del campionato: Mercedes-Benz, tramite l'HWA; Opel, con Spiess; e la Toyota, con TOM'S. Un limitato numero di partecipianti scelse Renault o Mugen-Honda. Nel primo anno l'HWA-Mercedes fornì sette conocorrenti di tre team diversi. Tra questi anche l'ASM Formule 3, con la quale venne sviluppata una partnership di successo. Dopo la vittoria con ASM nel 2004, il successo della Mercedes nel campionato fu molto ampia, tanto che rimase quale unica concorrente la Spiess-Opel. Nel 2007 entrò la Volkswagen, mentre la Spiess-Opel uscì l'anno seguente.

### Telaisti
Nel primo anno della serie tutti si affidarono ai telai della Dallara F302/F303.
Altri telai vennero testati o addirittura corsero in talune occasioni, ma con scarso seguito. Nel 2004 fecero capolino delle vetture Lola-Dome F106/03, utilizzate dalla Coloni Motorsport, primo del ritorno del team nel campionato italiano di F3.
Successivamente i due costruttori proseguirono per strade separate. La Lola sviluppò il telaio B05/30 e la Dome proseguì nello sviluppo della F106. Il costruttore nipponico annunciò la volontà di promuovere l'uso della sua vettura dal 2005 sebbene poi ciò non ebbe seguito.
Nel febbraio del 2005 AM-Holzer Rennsport annunciò la scelta quale fornitore di un costruttore francese, la Mygale – col modello 05F3. Tuttavia la Holzer ritornò ai Dallara all'inizio della stagione.
Il team francese Signature sviluppò in proprio il modello SLC. Un solo SLC-Opel, guidato da Fabio Carbone, venne schierato assieme a tre Dallara F305 dalla Signature, senza però grandi risultati.
Versioni aggiornate dei telai Lola, Dome e SLC hanno comunque corso nell'ATS F3 Cup.

## Regolamento sportivo
Ogni fine settimana di gare inizia al venerdì con una sessione di prove libere di 60 minuti, e una sessione di prove ufficiali che determina la griglia di partenza della gara 1 che si tiene al sabato. La gara del sabato è lunga tra i 100 e i 110 km, quella della domenica tra i 70 e gli 80. La griglia di gara 2 è determinata dai risultati di gara 1 con le prime otto posizioni sono ribaltate. Questo sistema è stato introdotto nel 2006, in precedenza anche gara 2 aveva la sua sessione di qualifiche. I piloti ritirati in gara 1 occupano le ultime posizioni in griglia in gara 2 a seconda del loro ordine di ritiro.
Come nella F3 inglese, vengono stilate due classifiche, una riservata a chi utilizza telai più datati, al fine di consentire anche a chi ha un budget più ridotto di partecipare al campionato. Al fine di ridurre i costi gli aggiornamenti dei telai sono concessi solo periodicamente.
C'è una classifica riservata agli esordienti (definita Rookie of the Year). Il Drivers' Trophy, introdotto nel 2006, era assegnato al miglior pilota che utilizzava vetture con un'anzianità tra i 2 e i 4 anni. L'eleggibilità per questa classe B era limitata ai piloti che all'inizio del campionato avevano meno di 22 anni. Questa classe è stata abolita dal 2007.

## Team e piloti

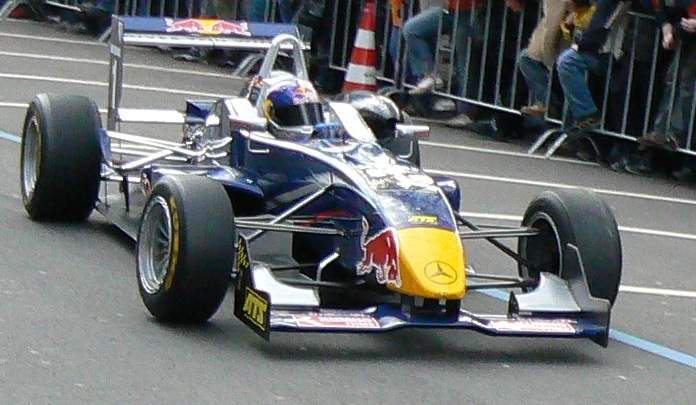
Sebastian Vettel a un evento promozionale del campionato nel marzo 2006

Il profilo del campionato è alquanto internazionale con oltre molti paesi rappresentati. Diversi piloti sono poi passati in GP2 o nella stessa Formula 1, come Lewis Hamilton, Nico Rosberg, Adrian Sutil, Sebastian Vettel, Kazuki Nakajima e Romain Grosjean. Altri come Alexandre Prémat e Bruno Spengler hanno gareggiato nel DTM.

## Albo d'oro
| Anno | Campione          | Rookie Cup             | Team campione   | Coppa delle Nazioni |
| ---- | ----------------- | ---------------------- | --------------- | ------------------- |
| 2003 | Ryan Briscoe      | Christian Klien        | ASM Formula 3   | Francia             |
| 2004 | Jamie Green       | Franck Perera          | ASM Formula 3   | Francia             |
| 2005 | Lewis Hamilton    | Sebastian Vettel       | ASM Formula 3   | Regno Unito         |
| 2006 | Paul di Resta     | Kamui Kobayashi        | ASM Formula 3   | Giappone            |
| 2007 | Romain Grosjean   | Edoardo Mortara        | ASM Formula 3   | Francia             |
| 2008 | Nico Hülkenberg   | Erik Janiš             | ART Grand Prix  | Francia             |
| 2009 | Jules Bianchi     | Valtteri Bottas        | ART Grand Prix  | Francia             |
| 2010 | Edoardo Mortara   | António Félix da Costa | Signature Team  | Italia              |
| 2011 | Roberto Merhi     | Nigel Melker           | Prema Powerteam | Spagna              |
| 2012 | Daniel Juncadella | Pascal Wehrlein        | Prema Powerteam | Germania            |